# Mount Blanchard (Ohio)
Pour l’article homonyme, voir Mount Blanchard.
Mount Blanchard est un village américain situé dans le comté de Hancock, dans l'Ohio. Selon le recensement de 2010, sa population est de 492 habitants.